# 櫛山晃美
櫛山 晃美（くしやま てるみ、1981年11月15日 - ）は、日本のタレント、女優。ビッグアップル→フレッシュハーツ→ドリームキッド所属。血液型はAB型、東京都出身。共栄学園中学校・高等学校卒。

## 略歴
- 1995年、全国高等学校バレーボール選抜優勝大会に出場。
- 2001年、2003年、東京モーターショーにてマツダブースのコンパニオンを務める。
- 2002年、K-1ワールドグランプリのラウンドガール。またスカイパーフェクTV!の番組を担当。
- 2004年1月から所属事務所の先輩でもある村田和美の後を受け『激スポ!』（テレビ東京系列・BSジャパン）の木曜スポーツキャスターを務めたが、番組終了に伴い3ヶ月で番組を卒業した。その後、インターネット映画（ネットシネマ）を中心に女優業をしている。
- 2008年12月31日、付き合って一年半の一般人男性と入籍。2011年、男児を出産。

## 出演

### テレビドラマ
- うさぎがもちつき（2007年、BS-i）勝俣良子 役
- うさぎたちのもちつき（2008年、ネットシネマ.tv）勝俣良子 役

### その他のテレビ番組
- スポーツビート（2000年3月 - 9月、テレビ東京）
- 激スポ!（2004年1月 - 3月、テレビ東京）

### 映画
- yoriko-寄子-（2008年）主演・寄子 役（モナコ国際映画祭「ベストオリジナルストーリー賞」「ベストライター賞」受賞作品）
- デコトラの鷲 火の国熊本親子特急便（2008年）飛田美咲 役
- THE CODE/暗号（2009年）椿 役

### ネット配信

#### 映画
- Dreamer's High（2004年）
- Just Do It（2005年、ネットシネマ.tv）主演・高木ゆり 役
- 探偵事務所5 第6話「ログ・イン」（2005年）椿 役
- Jump!（2007年）主演・高木ゆり 役

### 広告
- 丸井の水着2001・とっかえひっかえ編（2001年6月 - ）
- メタルリックス学院 - ポスター
- オリンパス - カメラパンフレット